# Le Bunker de la dernière rafale
Pour plus de détails, voir Fiche technique et Distribution.
Le Bunker de la dernière rafale est un court métrage français réalisé par Marc Caro et Jean-Pierre Jeunet, sorti en 1981.

## Synopsis
Une équipe de militaires à l'air dérangé est confinée dans un bunker. Lorsque l'un d'eux découvre un compteur qui défile à rebours, tous sont affolés. Que se passera-t-il à la fin du décompte ? C'est dans cette ambiance lourde de tension qu'ils sombreront tous peu à peu dans la plus profonde folie,

## Fiche technique
- Titre : Le Bunker de la dernière rafale
- Réalisation : Marc Caro et Jean-Pierre Jeunet
- Scénario : Gilles Adrien, Marc Caro et Jean-Pierre Jeunet
- Production : Zootrope Films
- Sonorités : Marc Caro
- Photographie : Marc Caro, Jean-Pierre Jeunet et Spot
- Montage : Marc Caro et Jean-Pierre Jeunet
- Pays d'origine :  France
- Format : noir et blanc - 1,66:1 - mono - 35 mm
- Genre : court métrage, science-fiction
- Durée : 26 minutes
- Date de sortie : 1981 (France)

## Distribution
- Jean-Marie de Busscher
- Marc Caro
- Patrice Succi
- Gilles Adrien
- Spot
- Vincent Ferniot
- Thierry Fournier
- Zorin
- Éric Caro
- Jean-Pierre Jeunet
- Bruno Richard
- Hervé Di Rosa

## Distinction
- Grand prix au festival de Lille[3]